# Björnstjerna
Björnstjerna är en svensk adlig ätt, härstammande från en släkt Beronius från Hälsingland.
Vapen: på gyllene sköld en blå balk belagd med sju femuddiga stjärnor, vilka avbildar stjärnbilden Ursa Major Stora björnen (Karlavagnen)

## Historia
Stamfader är Olof Björn, vars son Måns Björn var borgare i Uppsala. Sistnämnde fick sonen Olof Beronius som var prost i Hälsingland och deltog vid slaget vid Narva som regementspräst. Olof Beronius första hustru var Catharina Celsia, dotter till professor Magnus Celsius av släkten Celsius och Sara Figrelia, Emund Gripenhielms syster. I detta äktenskapet föddes ärkebiskopen Magnus Beronius. 
Ärkebiskopen var gift två gånger, men fick bara barn i första äktenskapet, med Catharina Elisabeth Walleria som var dotter till professor Johan Wallerius och Catharina Insulander. Andra hustrun hette Johanna Catharina Burman och var av Bureätten. Av de sju barnen levde fem till vuxen ålder, och dessa adlades jämte styvmodern med namnet Björnstjerna år 1760, och sönerna introducerades 1775 på nummer 2017.
En dotterson Magnus Johan Wahlbom, adopterades 1799 på moderns adliga ätt och nummer, och introducerades 1800.
Ätten fortlevde på svärdssidan med endast en gren, via Magnus Björnstjerna (1738–1785) som var envoyé. Hans hustru var baronessan Wilhelmina von Hagen, vars far var kursachsiskt geheimeråd. Magnus Björnstjerna fick fyra barn, varav äldste sonen Magnus Fredrik Ferdinand Björnstjerna förde ätten vidare på svärdssidan med sin hustru friherrinnan Elisabeth Charlotta född i friherrliga ätten von Stedingk som var dotter till Curt von Stedingk.

## Friherrliga och grevliga ätten
Magnus Björnstjerna upphöjdes till friherrlig värdighet 1815 enligt 37 § i 1809 års regeringsform, introducerad på nummer 349, och till grevlig enligt samma paragraf 1826, introducerad på nummer 140. Därmed utgick den friherrliga ätten. En av Magnus Fredrik Ferdinand Björnstjernas söner var utrikesstatsminister Oscar Björnstjerna.
En av ärkebiskopen Magnus Beronius döttrar, Elisabeth Christina, gifte sig med Johan Gustaf Wahlbom, och deras son Magnus Johan adopterades på namnet och introducerades 1800. Magnus Johan Björnstjerna var far till statsrådet Magnus Björnstjerna med vilken den adopterade grenen utslocknade 1898.
Fortlevande är den adliga ätten och den grevliga. Endast huvudmannen innehar grevlig värdighet.

## Personer ur släkten Björnstjerna

### Alfabetiskt ordnade
- Carl Björnstjerna, flera personer
  - Carl Björnstjerna (1817–1888), greve, militär, överhovstallmästare och politiker
  - Carl Björnstjerna (1886–1982), greve, militär och ryttare
- Charlotte Björnstjerna (1875–1901), författare, journalist och dramatiker
- Gustaf Björnstjerna (1847–1942), greve och militär
- Johan Biörnstierna (1729–1797), bibliotekarie
- Jonna Björnstjerna (född 1983), illustratör och barnboksförfattare
- Magnus Björnstjerna, flera personer
  - Magnus Björnstjerna (1779–1847) (1779–1847), greve
  - Magnus Björnstjerna (diplomat) (1844–1906), greve
  - Magnus Björnstjerna (statsråd) (1805–1898), militär, krigsminister
- Mikael Björnstjerna (född 1935), formgivare
- Oscar Björnstjerna (1819–1905), diplomat och politiker, utrikesstatsminister
- Roger Björnstjerna (1827–1910), militär

### Kronologiskt ordnade
- Johan Biörnstierna (1729–1797), bibliotekarie
- Magnus Björnstjerna (1779–1847) (1779–1847), greve
- Magnus Björnstjerna (statsråd) (1805–1898), militär, krigsminister
- Magnus Johan Björnstjerna (1758–1837), militär
- Carl Björnstjerna (1817–1888), greve, militär, överhovstallmästare och politiker
- Oscar Björnstjerna (1819–1905), diplomat och politiker, utrikesstatsminister
- Roger Björnstjerna (1827–1910), militär
- Magnus Björnstjerna (diplomat) (1844–1906), greve
- Gustaf Björnstjerna (1847–1942), greve och militär
- Charlotte Björnstjerna (1875–1901), författare, journalist och dramatiker
- Carl Björnstjerna (1886–1982), greve, militär och ryttare
- Mikael Björnstjerna (född 1935), formgivare
- Jonna Björnstjerna (född 1983), illustratör och barnboksförfattare